# Institut de statistique de la république de Serbie
Pour les autres articles nationaux ou selon les autres juridictions, voir Institut national de la statistique.
L'Institut de statistique de la république de Serbie (en serbe cyrillique : Републички завод за статистику Србије ; en serbe latin : Republički zavod za statistiku Srbije) est l'organisme officiel chargé de la production, de l'analyse et de la publication des statistiques officielles en Serbie : comptabilité nationale, recensement et évaluation de la population, évolution des prix et du taux de chômage, etc. Il dépend du ministère serbe des Finances.

## Histoire
Dans la première moitié du XIXe siècle, avant la création de l'institut, des collectes de données avaient déjà été réalisée sur les payeurs de taxes et sur les têtes de bétail en 1824, puis des recensements réguliers de la population avaient été effectués à partir de 1834 et, à partir de 1843, un suivi régulier des données sur le commerce extérieur et intérieur, sur les prix et sur les salaires. Des représentants serbes avaient participé au congrès des statisticiens de La Haye en 1859.
Un institut officiel de statistique fut fondé dans la principauté de Serbie en 1862 par un décret du prince Michel III Obrenović ; l'institut était placé sous l'autorité du ministère des Finances. Une « loi sur l'organisation des statistiques » fut promulguée en 1881 et, en 1882, l'institut fut placé sous la responsabilité du ministère de l'Économie. Cet organisme d'État participa aux congrès annuels de l'Institut international de statistique dès la fondation de cette institution en 1885.
En tant qu'entité séparée, l'institut de statistique de la république de Serbie fut fondé en 1945. De 1945 à 2006, il était subordonné à l'Institut fédéral de statistiques pour les enquêtes et la méthodologie. En 2006, il est devenu l'organisme de statistique officiel de la seule Serbie.

## Missions
Plusieurs tâches sont attribuées à l'institut comme la mise au point d'une méthodologie pour les études statistiques, la collecte, le traitement, l'analyse et la publication des données statistiques, la préparation et l'adoption de normes statistiques standardisées, le développement, la maintenance et l'usage des registres administratifs et statistiques de la République, l'établissement et la maintenance du systèmes des comptes nationaux, la coopération et la coordination des corps et organisations chargés des études statistiques, la coopération avec les organisations internationales en vue d'une standardisation et d'une comparabilité des données ainsi que le traitement des données permettant d'établir les résultats des élections et des référendums au niveau national.

## Organisation
L'institut est divisé en plusieurs « secteurs » :
- Secteur de la comptabilité nationale, des prix et de l'agriculture ;
- Secteur des statistiques commerciales ;
- Secteur des statistiques de la population et de la collecte des données sur le terrain ;
- Secteur des technologies de l'information, de la communication et journalisme ;
- Secteur de l'intégration européenne, de la coopération internationale et de la gestion de projets ;
- Secteur des statistiques de la province autonome de Voïvodine.

L'institut dispose de 14 antennes régionales : Šabac, Zaječar, Leskovac, Kraljevo, Niš, Valjevo, Smederevo, Užice, Kragujevac, Novi Sad, Zrenjanin, Pančevo, Sremska Mitrovica et Subotica.